# Xã Dawson, Quận Greene, Iowa
Xã Dawson (tiếng Anh: Dawson Township) là một xã thuộc quận Greene, tiểu bang Iowa, Hoa Kỳ. Năm 2010, dân số của xã này là 156 người.